# Car and Driver
A Car and Driver egy amerikai autós magazin. 1,31 millió példányban jelenik meg. Kiadója a francia tulajdonban lévő Hachette Filipacchi Magazines. A székhelye eredetileg New Yorkban volt, de az 1970-es évek végén átköltöztek a Michigan állambeli Ann Arborba.   
A magazint Sports Cars Illustrated néven alapították 1955-ben. Eleinte kicsi, sportos importautókra fókuszált. 1961-ben Karl Ludvigsen átnevezte a lapot mai nevére, hogy jelezze az új, általánosabb irányvonalat. A lap 2005-ben volt ötvenéves. A jelenlegi főszerkesztő az amerikai-magyar Csaba Csere. A szerkesztőség tagja többek között Patrick Bedard, aki 1983/1984-ben versenyzett az Indianapolis 500-on. 
Az „Év autója” választás helyett az újság rendszeresen „A tíz legjobb autó”-t nevezi meg. 
A lap egyértelműen autópárti. Újabban Patrick Bedard cikkeinek nagy része foglalkozik a klímaválság nemlétével, illetve azt állítja, hogy nincs köze az autókhoz. Szerencsére ez az elkötelezettség nem érződik az autóteszteken. Például a szerkesztők kritikusan fogalmaznak a terepjárókkal kapcsolatban, szerintük a minibuszok és az egyszerű összkerékhajtású kombik mindig jobb, vezethetőbb autót jelentenek. 
A lap elsőként kritizálta erőteljesen az amerikai gyártókat, de mindig gyors elismerésben részesítette a pozitívnak ítélt próbálkozásokat, például a Ford Focust. 
Rendkívül szigorú műszeres tesztnek vetik alá a járműveket. Az 1999-es SVT Mustang Cobráról és a 2001-es Mazda Miatáról (Európában MX-5) egyaránt bebizonyították, hogy a gyárilag megadott teljesítménynél kevesebbet produkálnak. A gyártók bocsánatot kértek, visszavásárlásokra is sor került. 
Ugyanakkor radartesztjeiket rendszeresen a cégben hirdető Valentine One nyeri meg, ezzel kapcsolatban felmerült némi kritika a lap pártatlanságát illetően.      

## A szépirodalomban
Bertha Bulcsu A kenguru című regényének főszereplője, Varjú István az autós magazinból kivágott Toyota Corolla-reklámot tartja egyik legbecsesebb kincsének.